# ديسمبر 2019
ديسمبر 2019 هو الشهر الثاني عشر من عام 2019. بدأ الشهر يوم الأحد، وانتهى يوم الثلاثاء بعد 31 يومًا.

## بوابة:أحداث جارية
| \| 1 ديسمبر 2019 (الأحد) \| عدل \| تاريخ \| راقب \| تصفح \| |     |       |      |      |
| - مظاهرات العراق: أشعل متظاهرون عراقيون النار في مقر القنصلية الإيرانية بمدينة النجف للمرة الثانية في خلال أسبوع. (بي بي سي) - مقتل 14 في هجوم على كنيسة بروتستانتية في هانتوكورا شرق بوركينا فاسو (رويترز) - البرلمان العراقي يقبل استقالة رئيس الوزراء عادل عبد المهدي في أعقاب احتجاجات عنيفة مناهضة للحكومة بدأت منذ أسابيع. (رويترز) - مقتل ما لا يقل عن 24 سائحا في حادث انقلاب حافلة سياحية في بلدة عمدون بشمال تونس أثناء عودتهم من رحلة ترفيهية (رويترز) |     |       |      |      |
| |     |       |      |      |
| 1 ديسمبر 2019 (الأحد) | عدل | تاريخ | راقب | تصفح |

| 1 ديسمبر 2019 (الأحد) | عدل | تاريخ | راقب | تصفح |

| \| 2 ديسمبر 2019 (الإثنين) \| عدل \| تاريخ \| راقب \| تصفح \| |     |       |      |      |
| - مقتل 11 شخصا على الأقل في ضربات جوية نفذتها الحكومة السورية على إدلب (رويترز) - مسؤول كبير بالخارجية الأمريكية يؤكد الإفراج عن المساعدات العسكرية للبنان (رويترز) - الدفاع المدني: مقتل 13 باكستانيا في حريق بمزرعة في غور الأردن (رويترز) |     |       |      |      |
| |     |       |      |      |
| 2 ديسمبر 2019 (الإثنين) | عدل | تاريخ | راقب | تصفح |

| 2 ديسمبر 2019 (الإثنين) | عدل | تاريخ | راقب | تصفح |

| \| 3 ديسمبر 2019 (الثلاثاء) \| عدل \| تاريخ \| راقب \| تصفح \|                                                 |     |       |      |      |
| - مقتل 23 شخصا في حريق مصنع سيراميك في السودان (رويترز) - وفاة المطرب الشعبي المصري شعبان عبد الرحيم (الجزيرة) |     |       |      |      |
| |     |       |      |      |
| 3 ديسمبر 2019 (الثلاثاء)                                                                                       | عدل | تاريخ | راقب | تصفح |

| 3 ديسمبر 2019 (الثلاثاء) | عدل | تاريخ | راقب | تصفح |

| \| 4 ديسمبر 2019 (الأربعاء) \| عدل \| تاريخ \| راقب \| تصفح \| |     |       |      |      |
| - تايمز: في ظل نظام سياسي يعج بسماسرة السلطة.. العراق على وشك الانهيار (الجزيرة) - ألمانيا تطرد دبلوماسييْن روسيين، وموسكو تتوعد بالرد بعد اغتيال شيشاني في برلين [ (الجزيرة)] - محققة بالأمم المتحدة: العدالة لم تأخذ مجراها في قضية مقتل خاشقجي (رويترز) - تفاصيل اعتقال أبو خلدون الذي كان نائبا لأبو بكر البغدادي في مدينة كركوك (الجزيرة) - المحتجون اللبنانيون يقطعون الطريق وسط بيروت.. والجيش يتأهب (العربية) - الرئيس اللبناني ميشال عون يدعو لمشاورات رسمية لتكليف رئيس وزراء جديد (رويترز) |     |       |      |      |
| |     |       |      |      |
| 4 ديسمبر 2019 (الأربعاء) | عدل | تاريخ | راقب | تصفح |

| 4 ديسمبر 2019 (الأربعاء) | عدل | تاريخ | راقب | تصفح |

| \| 5 ديسمبر 2019 (الخميس) \| عدل \| تاريخ \| راقب \| تصفح \| |     |       |      |      |
| - تظاهرات في بغداد، واتهامات لأحزاب السلطة (العربية) - أمريكا: ربما قتلت إيران أكثر من ألف شخص في الاحتجاجات على زيادة أسعار البنزين (رويترز) - إضراب النقابات العمالية يشل الحركة في باريس، وتظاهرات تعم أنحاء فرنسا، رافضة إصلاحات جديدة في أنظمة التقاعد تعهد بها الرئيس إيمانويل ماكرون (رويترز) - وزير الدفاع الأميركي مارك إسبر: أكملنا انسحابنا من شمال شرق سوريا (رويترز) - غرق 58 مهاجراً في موريتانيا.. كانوا يحلمون بالعيش في إسبانيا (العربية) - رسالة سرية من علي خامنئي للبرلمان أشعلت الشارع (العربية) |     |       |      |      |
| |     |       |      |      |
| 5 ديسمبر 2019 (الخميس) | عدل | تاريخ | راقب | تصفح |

| 5 ديسمبر 2019 (الخميس) | عدل | تاريخ | راقب | تصفح |

| \| 6 ديسمبر 2019 (الجمعة) \| عدل \| تاريخ \| راقب \| تصفح \| |     |       |      |      |
| - ترامب: قضية إيران يمكن حلها بسرعة وسهولة، وطهران تتمسك ببرنامجها الصاروخي (الجزيرة) - العراق: البرلمان العراقي صوت يوم الخميس بالإجماع على قانون مفوضية الانتخابات (العربية) - براين هوك: إن فرض العقوبات هي اللغة التي يفهمها النظام الإيراني (العربية) - الجيش العراقي: سقوط صاروخي كاتيوشا على قاعدة بلد الجوية في العراق (رويترز) - السيستاني: يجب اختيار رئيس وزراء العراق الجديد دون تدخل خارجي (رويترز) - عادل الجبير: هناك إمكانية للتوصل إلى تهدئة تتبعها تسوية في اليمن (رويترز) |     |       |      |      |
| |     |       |      |      |
| 6 ديسمبر 2019 (الجمعة) | عدل | تاريخ | راقب | تصفح |

| 6 ديسمبر 2019 (الجمعة) | عدل | تاريخ | راقب | تصفح |

| \| 7 ديسمبر 2019 (السبت) \| عدل \| تاريخ \| راقب \| تصفح \| |     |       |      |      |
| - مسؤول أمريكي: إيران قد تكون مسؤولة عن هجوم على قاعدة بلد في العراق (رويترز) - رجال إطفاء: حريق الغابات الضخم قرب سيدني الأسترالية سيستغرق أسابيع ولن يتم إخماده دون أمطار غزيرة (رويترز) - ليلة دامية في بغداد، تحذيرات من انفلات أمني وعقوبات أميركية تستهدف ساسة وقادة فصائل (الجزيرة) - العراق: مقتل 25 متظاهر، و3 من رجال الشرطة واصيب أكثر من 125 متظاهر بجروح في الاحتجاجات العراقية.. ومفوضية حقوق الإنسان تحذر من انفلات الوضع الأمني (العربية) - الاتحاد الأوروبي: ما تعرض لهُ المحتجون ببغداد ليلة أمس جرائم قتل (العربية) |     |       |      |      |
| |     |       |      |      |
| 7 ديسمبر 2019 (السبت) | عدل | تاريخ | راقب | تصفح |

| 7 ديسمبر 2019 (السبت) | عدل | تاريخ | راقب | تصفح |

| \| 8 ديسمبر 2019 (الأحد) \| عدل \| تاريخ \| راقب \| تصفح \| |     |       |      |      |
| - الجزائر: 20 سنة سجناً لرئيسي حكومة سابقين (العربية) - العراق: الإفراج عن 2626 موقوفاً من المتظاهرين (العربية) - مجزرة الرصاص المجهول: تفاصيل الهجوم على متظاهري بغداد (العربية) - ماليزيا تعلن عن أول إصابة بمرض شلل الأطفال منذ عام 1992 (رويترز) - رجل الأعمال اللبناني سمير الخطيب يقول إن هناك توافقا على تولي سعد الحريري رئاسة الحكومة اللبنانية من جديد (رويترز) - وزير الدفاع الأمريكي مارك إسبر: يوجه بتأمين القواعد العسكرية بعد هجوم فلوريدا (رويترز) - جونسون يتعهد بإنجاز خروج بريطانيا من الاتحاد الأوروبي والحد من الهجرة (رويترز) - إيران تضع مسودة ميزانية لمقاومة العقوبات الأمريكية مع تراجع صادرات النفط (رويترز) - فرق الإطفاء في أستراليا تسعى لاحتواء حرائق الغابات قبل ارتفاع متوقع في درجات الحرارة خلال الأيام المقبلة (رويترز) |     |       |      |      |
| |     |       |      |      |
| 8 ديسمبر 2019 (الأحد) | عدل | تاريخ | راقب | تصفح |

| 8 ديسمبر 2019 (الأحد) | عدل | تاريخ | راقب | تصفح |

| \| 9 ديسمبر 2019 (الإثنين) \| عدل \| تاريخ \| راقب \| تصفح \| |     |       |      |      |
| - زلزال في فلورنسا يعطل بشكل مؤقت شبكة القطارات الوطنية الإيطالية (رويترز) - أردوغان: تركيا تهدف إلى توطين مليون لاجئ في شمال سوريا (رويترز) - الجيش العراقي: سقوط صواريخ كاتيوشا على قاعدة عسكرية قرب مطار بغداد الدولي وإصابة 6 مقاتلين (رويترز) - نيوزيلندا:مقتل خمسة على الأقل وفقدان وإصابة نحو 24 شخصا في ثوران بركان نيوزيلندا (رويترز) - الأزمة السياسية في لبنان تشتد مع تصاعد الضغوط المالية (رويترز) |     |       |      |      |
| |     |       |      |      |
| 9 ديسمبر 2019 (الإثنين) | عدل | تاريخ | راقب | تصفح |

| 9 ديسمبر 2019 (الإثنين) | عدل | تاريخ | راقب | تصفح |

| \| 10 ديسمبر 2019 (الثلاثاء) \| عدل \| تاريخ \| راقب \| تصفح \| |     |       |      |      |
| - فرنسا تحث لبنان على تشكيل حكومة بسرعة (رويترز) - أمريكا: اجتماع مصري إثيوبي سوداني في يناير لمحاولة حل خلاف سد النهضة (رويترز) - شرطة نيوزيلندا تقول: المفقودين الثمانية بعد ثوران بركان نيوزيلندا لاقوا حتفهم على الأرجح (رويترز) - مقتل 6 في إطلاق نار بمستشفى في التشيك (رويترز) - انخفاض أسعار النفط بسبب مخاوف الحرب التجارية (رويترز) - الأستراليون يفرون من ارتفاع درجات الحرارة وسط تهديد بانتشار الحرائق (رويترز) |     |       |      |      |
| |     |       |      |      |
| 10 ديسمبر 2019 (الثلاثاء) | عدل | تاريخ | راقب | تصفح |

| 10 ديسمبر 2019 (الثلاثاء) | عدل | تاريخ | راقب | تصفح |

| \| 11 ديسمبر 2019 (الأربعاء) \| عدل \| تاريخ \| راقب \| تصفح \| |     |       |      |      |
| - إيمانويل ماكرون يدعو للإفراج الفوري عن فرنسيين تحتجزهما إيران (العربية) - الأمم المتحدة لا تستطيع التحقق من أن الأسلحة المستعملة في الهجمات على السعودية من إيران (رويترز) - أسعار النفط ترتفع بينما تنال الحرب التجارية (الأمريكية الصينية) من توقعات الطلب (رويترز) - ترامب يحذر روسيا من التدخل في الانتخابات الأمريكية (رويترز) - احتجاجات وانتقادات تزامنا مع تسلم النمساوي بيتر هاندكه جائزة نوبل للأدب (رويترز) |     |       |      |      |
| |     |       |      |      |
| 11 ديسمبر 2019 (الأربعاء) | عدل | تاريخ | راقب | تصفح |

| 11 ديسمبر 2019 (الأربعاء) | عدل | تاريخ | راقب | تصفح |

| \| 12 ديسمبر 2019 (الخميس) \| عدل \| تاريخ \| راقب \| تصفح \| |     |       |      |      |
| - مظاهرات العراق: تعليق جثة شاب على عمود وسط بغداد يثير جدلا واحتجاجات (بي بي سي) - الأزمة الخليجية: الدول المقاطعة لدولة قطر تتمسك بمطالب "إعلان القاهرة" (بي بي سي) - خليفة حفتر قائد قوات شرق ليبيا (الجيش الوطني الليبي) يدعو قواته للتقدم باتجاه قلب طرابلس (رويترز) - الجيش العراقي: انتحاري يقتل سبعة أشخاص من أفراد الحشد الشعبي قرب سامراء (رويترز) - آلاف المحتجين في شوارع الجزائر في يوم الانتخابات الرئاسية (رويترز) - إسرائيل "منزعجة جدا" من وجود جيرمي كوربين في السباق الانتخابي البريطاني (رويترز) - روسيا تطرد دبلوماسيين ألمانيين في خلاف حول جريمة قتل (رويترز) - أمريكا تلوّح بتدويل قضية قتل متظاهري العراق (العربية) - الرئاسة التركية: إرسال قوات إلى ليبيا هو جزء من الاتفاقية الأمنية والبحرية (العربية) - جبران باسيل: التيار الوطني الحر لن يشارك في الحكومة اللبنانية إذا تمسك سعد الحريري برئاستها (الجزيرة) |     |       |      |      |
| |     |       |      |      |
| 12 ديسمبر 2019 (الخميس) | عدل | تاريخ | راقب | تصفح |

| 12 ديسمبر 2019 (الخميس) | عدل | تاريخ | راقب | تصفح |

| \| 13 ديسمبر 2019 (الجمعة) \| عدل \| تاريخ \| راقب \| تصفح \| |     |       |      |      |
| - الرئيس الجزائري المنتخب عبد المجيد تبون يقول في أول تصريحاته إنه سيبدأ "مشاورات" من أجل دستور جديد (رويترز) - حزب المحافظين يفوز بأغلبية صريحة في البرلمان (رويترز) - بريطانيا: بوريس جونسون يفوز رسمياً وأسوأ هزيمة لحزب العمال منذ الحرب العالمية الثانية (العربية) - الجيش الوطني الليبي يسيطر جوا على طرابلس، وأسلحة تركية في العاصمة (العربية) - سيناتور أمريكي: إقرار مجلس الشيوخ الأمريكي بإبادة الأرمن رسالة لتركيا (العربية) - القوات البحرية الليبية: أغلقنا الممر البحري أمام السفن التركية (العربية) - وزارة الخزانة الأمريكية تفرض عقوبات على مقربين من حزب الله اللبناني (العربية) - انفجار في مدينة بلانكنبرغ شرق ألمانيا، أدى إلى مقتل شخص واحد وإصابة 25 آخرون بجروح (العربية) |     |       |      |      |
| |     |       |      |      |
| 13 ديسمبر 2019 (الجمعة) | عدل | تاريخ | راقب | تصفح |

| 13 ديسمبر 2019 (الجمعة) | عدل | تاريخ | راقب | تصفح |

| \| 14 ديسمبر 2019 (السبت) \| عدل \| تاريخ \| راقب \| تصفح \| |     |       |      |      |
| - تركيا تقول حكومة الوفاق الوطني الليبية لم تطلب منها إرسال قوات حتى الآن (رويترز) - رئيس وزراء ماليزيا مهاتير محمد: العقوبات الأمريكية على إيران تنتهك القانون الدولي (رويترز) - وزير الخارجية الأمريكي مارك بومبيو: سنرد على إيران بحزم إذا أضرت بمصالحنا في العراق (العربية) - رائدة الفضاء الأميركية جيسيكا مير تنشر صورة لبغداد: "من هنا انطلقت" (العربية) - الإحتجاجات العراقية: مئات القتلى حسب بيان مفوضية حقوق الإنسان العراقية، ومجلس الأمن يدعو للتحقيق (العربية) - الجيش الليبي يدمر مخازن تركية، ويكشف عمليات شحن جديدة (العربية) - وزير الدفاع الأميركي مارك إسبر: تصرفات تركيا غير موثوقة (العربية) - ابن شاه إيران: الحل الوحيد تغيير النظام الإيراني (العربية) |     |       |      |      |
| |     |       |      |      |
| 14 ديسمبر 2019 (السبت) | عدل | تاريخ | راقب | تصفح |

| 14 ديسمبر 2019 (السبت) | عدل | تاريخ | راقب | تصفح |

| \| 15 ديسمبر 2019 (الأحد) \| عدل \| تاريخ \| راقب \| تصفح \| |     |       |      |      |
| - العراق: الكشف عن مقبرة تضم عشرات الجثث شمال الفلوجة (العربية) - عمليات الاغتيال مستمرة لقمع الاحتجاجات، واستهداف 3 ناشطين في العراق (العربية) - اشتباكات بين المتظاهرين وقوات الأمن وسط بيروت (العربية) - استعجال أممي لتسمية رئيس الحكومة اللبنانية، وسعد الحريري يلتقي عون (العربية) - أردوغان: تركيا مستعدة لتقديم أي دعم عسكري تحتاجه ليبيا (رويترز) |     |       |      |      |
| |     |       |      |      |
| 15 ديسمبر 2019 (الأحد) | عدل | تاريخ | راقب | تصفح |

| 15 ديسمبر 2019 (الأحد) | عدل | تاريخ | راقب | تصفح |

| \| 16 ديسمبر 2019 (الإثنين) \| عدل \| تاريخ \| راقب \| تصفح \| |     |       |      |      |
| - وزير الدفاع الأمريكي مارك إسبر يدعو العراق إلى إيقاف الهجمات على القواعد التي تستضيف القوات الأمريكية (رويترز) - بوريس جونسون يتعهد بخروج سريع من الاتحاد الأوروبي خلال استقبال أعضاء البرلمان الجدد (رويترز) |     |       |      |      |
| |     |       |      |      |
| 16 ديسمبر 2019 (الإثنين) | عدل | تاريخ | راقب | تصفح |

| 16 ديسمبر 2019 (الإثنين) | عدل | تاريخ | راقب | تصفح |

| \| 17 ديسمبر 2019 (الثلاثاء) \| عدل \| تاريخ \| راقب \| تصفح \| |     |       |      |      |
| - يوم الخميس تنتهي مهلة اختيار رئيس وزراء عراقي جديد (العربية) - ليبيا: الجيش الليبي يسيطر على مواقع جديدة ويتقدم إلى قلب طرابلس (العربية) - باكستان: محكمة خاصة تقضي بإعدام الرئيس الباكستاني السابق برويز مشرف بعد إدانته بتهمة "الخيانة العظمى" (بي بي سي) - أردوغان يدعو إلى استخدام عائدات نفط سوريا لإعادة توطين اللاجئين (بي بي سي) - قائد البحرية الملكية البريطانية: تهديدات إيران لم تتوقف (بي بي سي) - مقتل 17 شخصا في ضربات جوية روسية وسورية في شمال غرب سوريا (رويترز) - أعلنت الكويت تشكيل حكومة جديدة فيها بوزيري دفاع وداخلية جديدين (رويترز) - الشرطة الفرنسية تستخدم الغاز المسيل للدموع ضد المتظاهرين في باريس (رويترز) |     |       |      |      |
| |     |       |      |      |
| 17 ديسمبر 2019 (الثلاثاء) | عدل | تاريخ | راقب | تصفح |

| 17 ديسمبر 2019 (الثلاثاء) | عدل | تاريخ | راقب | تصفح |

| \| 18 ديسمبر 2019 (الأربعاء) \| عدل \| تاريخ \| راقب \| تصفح \| |     |       |      |      |
| - سعد الدين الحريري: لن أترشح لتشكيل الحكومة المقبلة (العربية) - مجلس النواب العراقي يصوت على اعتبار محافظة ذي قار مدينة منكوبة (العربية) - أردوغان: تركيا سوف تسرع وتيرة التعاون مع ليبيا مع تقديم الدعم العسكري لحكومة الوفاق إذا طلبت ذلك (بي بي سي) - مساءلة ترامب: النواب الديمقراطيون يصوتون على توجيه تهمتين للرئيس الأمريكي ترامب لأجل عزله (بي بي سي) |     |       |      |      |
| |     |       |      |      |
| 18 ديسمبر 2019 (الأربعاء) | عدل | تاريخ | راقب | تصفح |

| 18 ديسمبر 2019 (الأربعاء) | عدل | تاريخ | راقب | تصفح |

| \| 19 ديسمبر 2019 (الخميس) \| عدل \| تاريخ \| راقب \| تصفح \| |     |       |      |      |
| - تحقيق أمريكي يقول إن الهجوم على منشأتي النفط بالسعودية جاء من الشمال مما يؤكد إن إيران كانت من وراء الهجوم (رويترز) - البرلمان الألماني يتبنى اقتراحا يحث على حظر كامل لجميع أنشطة حزب الله اللبناني (رويترز) - الجمود السياسي في مجلس النواب العراقي يعطل اختيار رئيس وزراء جديد لإخراج العراق من الأزمة، وبالتالي إطالة أمد حالة الاحتجاجات في أنحاء البلاد (رويترز) - محكمة باكستانية تضيف إلى حكم بإعدام برويز مشرف "تعليق جثته لثلاثة أيام" (رويترز) - أردوغان يقول إن 50 ألف سوري يفرون من إدلب إلى تركيا (رويترز) - إجراءات محاكمة ترامب: مجلس النواب الأمريكي يحيل الرئيس إلى مجلس الشيوخ (بي بي سي) - حجاب معقم يستخدم لمرة واحدة يُعتمد في مستشفى بريطاني (بي بي سي) - قيس الخزعلي ينفي قتل عصائب أهل الحق للمتظاهرين في احتجاجات العراق (بي بي سي) - تكليف حسان دياب بتشكيل حكومة جديدة في لبنان (بي بي سي) |     |       |      |      |
| |     |       |      |      |
| 19 ديسمبر 2019 (الخميس) | عدل | تاريخ | راقب | تصفح |

| 19 ديسمبر 2019 (الخميس) | عدل | تاريخ | راقب | تصفح |

| \| 20 ديسمبر 2019 (الجمعة) \| عدل \| تاريخ \| راقب \| تصفح \| |     |       |      |      |
| - أردوغان: تركيا سترد على أي عقوبات أمريكية محتملة (رويترز) - الحكم بالسجن على رجل لمدة 30 شهرا في السويد لإدانته بالتجسس على جالية الأهواز لحساب إيران (رويترز) - إجراءات محاكمة ترامب: الرئيس الأمريكي يريد أن تبدأ الإجراءات فورا (بي بي سي) - مجلس عموم المملكة المتحدة يصوت لصالح خطة بوريس جونسون للخروج من الاتحاد الأوروبي (بي بي سي) |     |       |      |      |
| |     |       |      |      |
| 20 ديسمبر 2019 (الجمعة) | عدل | تاريخ | راقب | تصفح |

| 20 ديسمبر 2019 (الجمعة) | عدل | تاريخ | راقب | تصفح |

| \| 21 ديسمبر 2019 (السبت) \| عدل \| تاريخ \| راقب \| تصفح \| |     |       |      |      |
| - ترامب يفرض عقوبات لمنع مد خط أنابيب الغاز الروسي إلى أوروبا (بي بي سي) - آلاف المحتجين الأتراك يشاركون في مسيرة دعما لأقلية الأويغور في الصين بعد تعليقات مسعود أوزيل (رويترز) - اليمن: 80 قتيلاً وجريحاً في صفوف الحوثيين (العربية) - احتجاجات العراق: إحراق مقرات منظمة بدر وحزب الدعوة وعصائب أهل الحق في محافظة ذي قار (العربية) - الأمم المتحدة تدعو إيران لإطلاق سراح معتقلي الاحتجاجات (العربية) |     |       |      |      |
| |     |       |      |      |
| 21 ديسمبر 2019 (السبت) | عدل | تاريخ | راقب | تصفح |

| 21 ديسمبر 2019 (السبت) | عدل | تاريخ | راقب | تصفح |

| \| 22 ديسمبر 2019 (الأحد) \| عدل \| تاريخ \| راقب \| تصفح \| |     |       |      |      |
| - أردوغان يهدد أوروبا بالمهاجرين إذا لم تتوقف أعمال العنف في إدلب (العربية) - نيويورك تايمز: أزمة العراق الأخطر منذ سقوط صدام حسين (العربية) - زلزال بقوة 5 درجات على مقياس درجة العزم يضرب جنوب غرب إيران (رويترز) - أفغانستان: النتائج الأولية لانتخابات الرئاسة الأفغانية تشير إلى فوز أشرف غني بأغلبية بسيطة (رويترز) - المحتجون في هونج كونج يحتشدون تأييدا لأقلية الأويغور المسلمة في الصين (رويترز) - وزير النفط الكويتي يأمل حل قضية المنطقة المقسومة مع السعودية بنهاية 2019 (رويترز) - رئيس الوزراء الهندي ناريندرا مودي يلقي خطابا أمام تجمع سياسي في نيودلهي مع تصاعد الاحتجاجات على قانون الجنسية الهندي (رويترز) |     |       |      |      |
| |     |       |      |      |
| 22 ديسمبر 2019 (الأحد) | عدل | تاريخ | راقب | تصفح |

| 22 ديسمبر 2019 (الأحد) | عدل | تاريخ | راقب | تصفح |

| \| 23 ديسمبر 2019 (الإثنين) \| عدل \| تاريخ \| راقب \| تصفح \| |     |       |      |      |
| - وفاة رئيس أركان الجيش الجزائري أحمد قايد صالح على أثر نوبة قلبية (العربية) - الرئيس العراقي برهم صالح يهدد بالاستقالة، و"تحالف البناء" يرشح قصي السهيل (العربية) - السعودية تصدر أحكاما بإعدام خمسة أشخاص وسجن ثلاثة آخرين في قضية خاشقجي (رويترز) - مقتل جمال خاشقجي: حكم بإعدام 5 أشخاص وإخلاء سبيل العسيري والقحطاني "لعدم كفاية الأدلة" (بي بي سي) - محمد شحرور: المفكر الإسلامي الذي أثار سجالا حتى بعد وفاته (بي بي سي) |     |       |      |      |
| |     |       |      |      |
| 23 ديسمبر 2019 (الإثنين) | عدل | تاريخ | راقب | تصفح |

| 23 ديسمبر 2019 (الإثنين) | عدل | تاريخ | راقب | تصفح |

| \| 24 ديسمبر 2019 (الثلاثاء) \| عدل \| تاريخ \| راقب \| تصفح \| |     |       |      |      |
| - البرلمان التركي يدرس مشروع قانون لنشر قوات في ليبيا لمواصلة تقديم الدعم اللازم لحكومة الوفاق برئاسة فايز السراج (العربية) - السعودية والكويت توقعان اتفاقية المنطقة المحايدة المقسومة (العربية) - الصين تدعو أمريكا لاتخاذ "إجراء فوري" بشأن الاتفاقات مع كوريا الشمالية (رويترز) - البرلمان العراقي يوافق على قانون جديد للانتخابات (رويترز) - تنظيم الدولة الإسلامية: "يستعيد قوته في العراق" (بي بي سي) - "ثمانية قتلى بينهم خمسة أطفال في قصف روسي" لإدلب، والأمم المتحدة تحذر من أن الأطفال هم الأكثر تضررا (بي بي سي) - محاسبة ترامب: الجمهوريون "لم يستبعدوا" استدعاء شهود إلى محاكمة الرئيس في مجلس الشيوخ (بي بي سي) |     |       |      |      |
| |     |       |      |      |
| 24 ديسمبر 2019 (الثلاثاء) | عدل | تاريخ | راقب | تصفح |

| 24 ديسمبر 2019 (الثلاثاء) | عدل | تاريخ | راقب | تصفح |

| \| 25 ديسمبر 2019 (الأربعاء) \| عدل \| تاريخ \| راقب \| تصفح \| |     |       |      |      |
| - واشنطن بوست: ما زلنا لا نملك أجوبة عن جريمة قتل خاشقجي (الجزيرة) - ليبيا: اشتباكات عنيفة بين الجيش الليبي والوفاق جنوب طرابلس (العربية) - إيران: تحطم مقاتلة للجيش الإيراني ومقتل الطيار (العربية) - العراق: قصي السهيل يعتذر عن تكليفهِ بمنصب رئاسة الوزراء (العربية) - العراق: تظاهرات ضد قانون الانتخابات وإحراق مقرات منظمة بدر وحزب الدعوة والعصائب (العربية) |     |       |      |      |
| |     |       |      |      |
| 25 ديسمبر 2019 (الأربعاء) | عدل | تاريخ | راقب | تصفح |

| 25 ديسمبر 2019 (الأربعاء) | عدل | تاريخ | راقب | تصفح |

| \| 26 ديسمبر 2019 (الخميس) \| عدل \| تاريخ \| راقب \| تصفح \| |     |       |      |      |
| - إعصار فانفون يؤدي إلى قتل 28 شخصا على الأقل بعدما ضرب قرى نائية ومناطق سياحية في الفلبين (بي بي سي) - روسيا وإيطاليا تدعوان لحل سلمي للأزمة في ليبيا (رويترز) - أردوغان: تركيا سترسل قوات إلى ليبيا بناء على طلب طرابلس (رويترز) - غرق سبعة أشخاص كانوا ضمن قارب مهاجرين ببحيرة وان التركية (العربية) - النائبة المصرية مطلقة النار من شرفتها: تسلم السلاح وتعتذر (العربية) |     |       |      |      |
| |     |       |      |      |
| 26 ديسمبر 2019 (الخميس) | عدل | تاريخ | راقب | تصفح |

| 26 ديسمبر 2019 (الخميس) | عدل | تاريخ | راقب | تصفح |

| \| 27 ديسمبر 2019 (الجمعة) \| عدل \| تاريخ \| راقب \| تصفح \| |     |       |      |      |
| - الأزمة في ليبيا: هل يشعل إرسال قوات تركية إلى ليبيا فتيل حرب إقليمية؟ (بي بي سي) - حادث سقوط طائرة بعد إقلاعها مباشرة من مطار قازاخستان في حادث أسفر عن مقتل 14 شخصا وإصابة العشرات بجروح (رويترز) - مقتل متعاقد مدني أمريكي في هجوم صاروخي على قاعدة عسكرية عراقية (رويترز) - تنظيم الدولة الإسلامية يقول إنه مسؤول عن مقتل 11 مسيحيا في نيجيريا (رويترز) - الهند تعزز الأمن قبل احتجاجات مزمعة على قانون الجنسية (رويترز) - كتلة برهم صالح: على القوى السياسية تفهم موقف الرئيس (العربية) - حكومة الهند تصعّد ضد المسلمين: اعلان الطوارئ في نيودلهي وقطع شبكة الإنترنت وارتفاع عدد القتلى والمعتقلين (الجزيرة) |     |       |      |      |
| |     |       |      |      |
| 27 ديسمبر 2019 (الجمعة) | عدل | تاريخ | راقب | تصفح |

| 27 ديسمبر 2019 (الجمعة) | عدل | تاريخ | راقب | تصفح |

| \| 28 ديسمبر 2019 (السبت) \| عدل \| تاريخ \| راقب \| تصفح \| |     |       |      |      |
| - مفوضية حقوق الإنسان العراقية: مقتل 490 شخصاً بتظاهرات العراق منذ بدايتها (العربية) - استمرار المسيرات في ساحات بغداد وذي قار ونفط الناصرية معلق (العربية) - ذكرت مفوضية حقوق الإنسان في العراق أن عدد المتظاهرين المختطفين من المتظاهرين بلغ 68 مختطفا (سكاي نيوز) - الهند: تهديد بمصادرة ممتلكات المسلمين المحتجين ضد قانون الجنسية الجديد القائم على أساس الدين (الجزيرة) - تركيا: استعجال الموافقات الرسمية لإرسال قوات إلى ليبيا بعد تسارع الأحداث الأخيرة (الجزيرة) - تعيين عبد العزيز جراد رئيسا للوزراء في الجزائر (رويترز) - ارتفاع حصيلة قتلى انفجار شاحنة ملغومة في ⁧مقديشو⁩ إلى 91 شخصًا (رويترز) |     |       |      |      |
| |     |       |      |      |
| 28 ديسمبر 2019 (السبت) | عدل | تاريخ | راقب | تصفح |

| 28 ديسمبر 2019 (السبت) | عدل | تاريخ | راقب | تصفح |

| \| 29 ديسمبر 2019 (الأحد) \| عدل \| تاريخ \| راقب \| تصفح \| |     |       |      |      |
| - غارات أمريكية على قواعد لكتائب حزب الله في العراق وسوريا (بي بي سي) - 41 إيرانيا و25 من عناصر الحشد الشعبي العراقي حصيلة قتلى القصف الأميركي (العربية) - محكمة سعودية تقضي بإعدام يمني أدين بالهجوم على فرقة إسبانية خلال عرض في الرياض (بي بي سي) - عائلة معتقل فلسطيني تجاوز الثمانين من عمره في سجن إسرائيلي تطالب بالإفراج عنه (رويترز) - طائرة نقل عسكرية تركية تهبط في الصومال لإجلاء مصابين في حادث انفجار مقديشو (رويترز) - قناة المسيرة: 6 أهداف في السعودية و3 في الإمارات على قائمة وضعها الحوثيون (رويترز) |     |       |      |      |
| |     |       |      |      |
| 29 ديسمبر 2019 (الأحد) | عدل | تاريخ | راقب | تصفح |

| 29 ديسمبر 2019 (الأحد) | عدل | تاريخ | راقب | تصفح |

| \| 30 ديسمبر 2019 (الإثنين) \| عدل \| تاريخ \| راقب \| تصفح \| |     |       |      |      |
| - مساعدون لترامب يصفون الهجمات الأمريكية في العراق وسوريا بأنها "ناجحة" (رويترز) - القيادي في الحشد الشعبي جمال إبراهيمي يحذر من رد قوي على الضربات الجوية الأمريكية (رويترز) - مقتل 3 ضباط إيرانيين في الغارات الأميركية على مواقع كتائب حزب الله العراقي (العربية) - سقوط 4 صواريخ على قاعدة تضم قوات أميركية قرب بغداد (العربية) - غارات أميركية في الصومال تقتل 4 من مقاتلي حركة الشباب (العربية) - العراق: 90 يوماً وما زالت الاحتجاجات مستمرة (العربية) |     |       |      |      |
| |     |       |      |      |
| 30 ديسمبر 2019 (الإثنين) | عدل | تاريخ | راقب | تصفح |

| 30 ديسمبر 2019 (الإثنين) | عدل | تاريخ | راقب | تصفح |

| \| 31 ديسمبر 2019 (الثلاثاء) \| عدل \| تاريخ \| راقب \| تصفح \| |     |       |      |      |
| - قوات المارينز تتجه من القاعدة الأمريكية في الكويت لحماية السفارة الأميركية في بغداد (سكاي نيوز) - روسيا وأوكرانيا تتفقان على السعي لاتفاق جديد لتبادل السجناء (رويترز) - وزير الدفاع الأمريكي يعلن إرسال قوات إضافية للسفارة الأمريكية في بغداد (رويترز) - احتجاجات عنيفة أمام السفارة الأمريكية في بغداد تنديدا بضربات جوية (رويترز) - السلطات اللبنانية: كارلوس غصن دخل البلاد بصورة شرعية ولا مبرر لإيقافه (الجزيرة) - العراق: حرائق بالسفارة الأميركية في المنطقة الخضراء في بغداد بعد اقتحامها من قبل المتظاهرين (الجزيرة) - موالون لميليشيات الحشد الشعبي يقتحمون حرم سفارة واشنطن ببغداد ويواصلون اعتصامهم رغم دعوات الجيش لهم بالمغادرة (العربية) - حصيلة الضربة الأميركية على العراق: 54 قتيلاً و108 جرحى (العربية) |     |       |      |      |
| |     |       |      |      |
| 31 ديسمبر 2019 (الثلاثاء) | عدل | تاريخ | راقب | تصفح |

| 31 ديسمبر 2019 (الثلاثاء) | عدل | تاريخ | راقب | تصفح |